# フラボーザ・ソプラーナ
フラボーザ・ソプラーナ（Frabosa Soprana）は、イタリア共和国ピエモンテ州クーネオ県にある、人口800人の基礎自治体（コムーネ）。

## 名称
地元の言葉では以下の名で呼ばれる。
- ピエモンテ語: Frabosa dë Dzora
- オック語: Frabouza Soubrana

## 地理

### 位置・広がり
クーネオ県の南部に位置し、県都クーネオから南東へ23km、サヴォーナから西へ53km、州都トリノから南へ88kmの距離にある。

#### 隣接コムーネ
隣接するコムーネは以下の通り。
- モナステーロ・ディ・ヴァスコ - 北
- モンタルド・ディ・モンドヴィ - 北東
- ロブレント - 南東
- オルメーア - 南
- マリアーノ・アルピの飛び地 - 南西
- フラボーザ・ソッターナ - 西

#### 地震分類
イタリアの地震リスク階級 (it) では、3
に分類される。

## 行政

### 分離集落
フラボーザ・ソプラーナには、以下の分離集落（フラツィオーネ）がある。
- Bassi, Bossea, Botteri, Corsaglia, Fontane, Forneri, Lanza Serra, Mondagnola, San Martino, Seccata, Straluzzo